# 国鉄1225形蒸気機関車

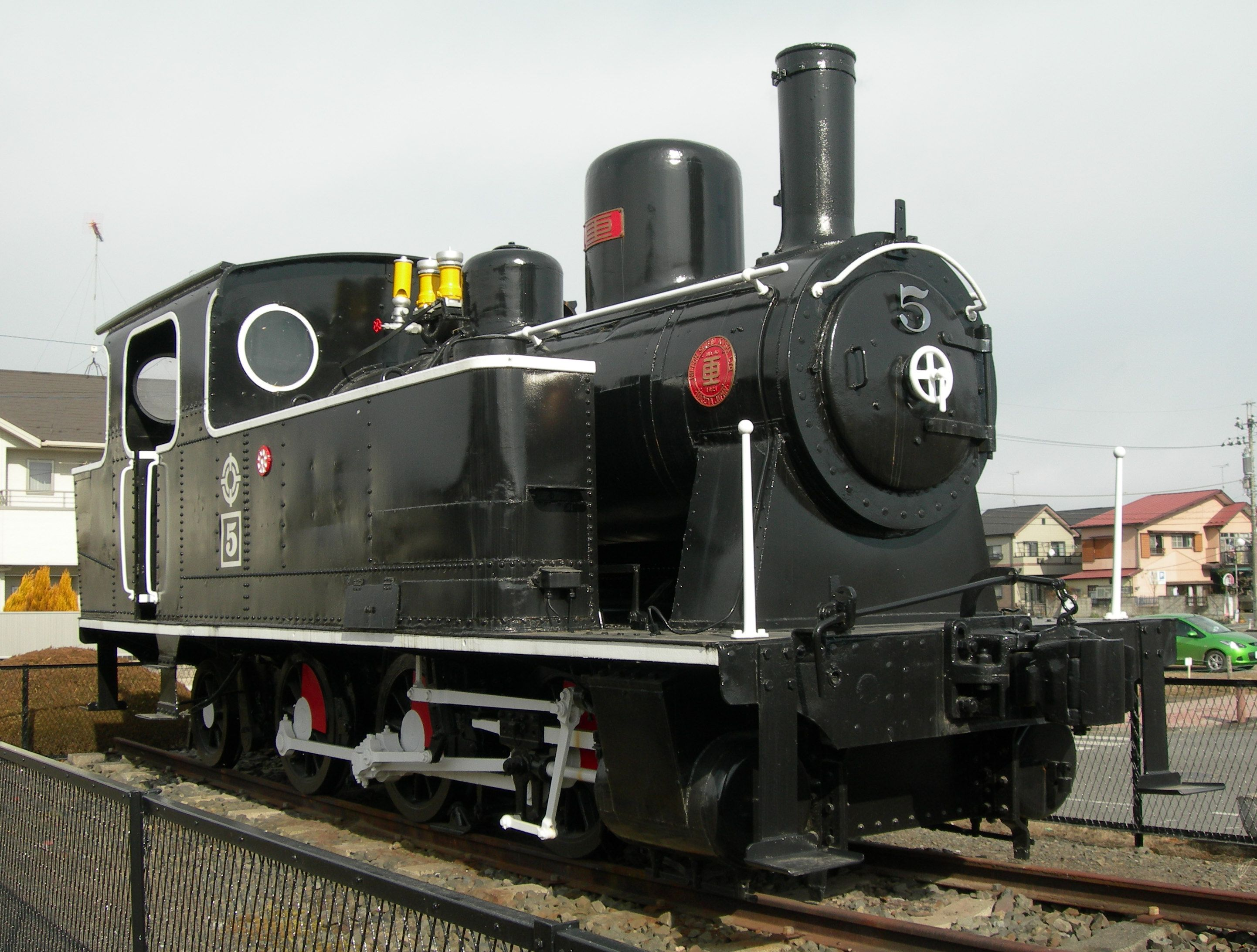
静態保存されている鹿島参宮鉄道5号（旧東武鉄道A3形58）
（2010年2月6日 / おもちゃのまち駅）

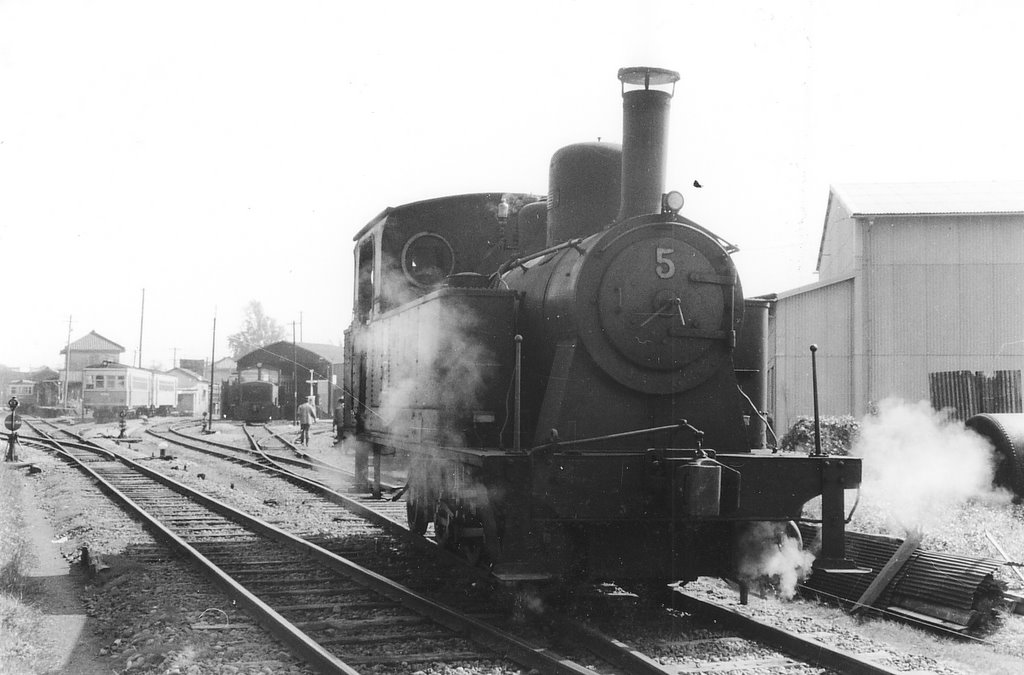
竜ヶ崎線時代の5号（1960年代 / 竜ヶ崎駅）

国鉄1225形蒸気機関車（こくてつ1225がたじょうききかんしゃ）は、かつて日本国有鉄道の前身である鉄道省に在籍したタンク式蒸気機関車である。

## 概要
元は、白棚鉄道が1920年（大正9年）に日本車輌製造で1両を製造（製造番号13）した、車軸配置0-6-0 (C) のサイド・ウェルタンク式機関車で、白棚鉄道では3と称した。1938年（昭和13年）に白棚鉄道が国有化されたのにともない、鉄道省籍を得たものである。その際、1225形(1225)が付与された。国有化後も白棚線で使用されたが、1942年（昭和17年）3月に廃車となった。
本形式は、日本車輌製造が27t型と公称した規格型機関車で、同形機が6両製造されており、その他に後部を200mm短縮したほぼ同形の公称25t型が7両製造されているので、同族は13両が存在したことになる。その他に、運転室下に従輪を1軸追加した車軸配置0-6-2 (C1) 形が1両存在する。その状況は次のとおりである。
- 白棚鉄道 3
- 信濃鉄道 8
- 飯山鉄道 1 - 3
- 大同電力 1
- 弘南鉄道 1, 2
- 八幡製鉄所 224 - 228
- 宇都宮石材軌道 2（車軸配置0-6-2）

原設計は、ドイツのヘンシェル・ウント・ゾーン社が1914年（大正3年）に小倉鉄道向けに3両を製造した機関車（後の鉄道省1285形）で、運転室や側水槽をつなぐラインに日本車輌製造独特のものがあるが、固定軸距(2,800mm)をはじめとする基本寸法は、完全に一致している。
鉄道省1225は廃車後、1943年（昭和18年）11月25日認可で駄知鉄道に譲渡され同社の3となったが、戦時統合による東濃鉄道（2代）の発足とともにそのまま籍を移した。1950年（昭和25年）には駄知線の電化とともに不要となり、ブローカーの手を通じて建設省に譲渡され、建25-242（現場番号 淀修4）として昭和30年代まで淀川工事事務所で使用された。晩年は、重油用のタンクをボイラー上に載せ、発電用のタービンを装備していたという。

## 信濃鉄道
1920年製の製造番号20で、信濃鉄道では5形 (8) と称した。1938年1月、信濃鉄道の電化にともない尾花沢鉄道に譲渡され、同社の1（2代）となった。その後、尾花沢鉄道は戦時統合により山形交通尾花沢線となり、当機も引き継がれた。1952年（昭和27年）のディーゼル機関車導入後も予備機として残り、1959年（昭和34年）11月に廃車。翌年春に解体された。

## 飯山鉄道
1920年に3両（製造番号17 - 19）が開業用に製造され、1 - 3と称した。これらは、飯山鉄道としては小型に過ぎたようで、全機が1944年（昭和19年）の戦時買収以前に他社に譲渡されている。
3は、記録上1941年（昭和16年）3月、熊延鉄道に譲渡され、同年5月5日付けで同社の7となっている。この機関車は、実際は飯山鉄道1で、熊延鉄道譲渡までの間に振り替えがあったようである。1953年（昭和28年）9月2日付で廃車となった。
2については、1944年に西武鉄道（初代）に譲渡されて2（2代）となった。1954年には日本ニッケル鉄道（後の上武鉄道（2代）に貸し出された後、1956年（昭和31年）4月に別府鉄道へ譲渡されて同社の7となった。当機は、同社の蒸気機関車としては5とともに最後まで残り、1967年（昭和42年）5月に廃車となった。
3と振り替えられた1については、日本ニッケル鉄道が1941年（昭和16年）の開業用として譲り受け、3と付番された。その後、一時的に元僚機の2と再会するという偶然もあったが、1962年（昭和37年）まで使用され、1965年（昭和40年）2月5日付で廃車された。

## 大同電力
1921年（大正10年）、同社大井ダムの建設線（後の北恵那鉄道大井線）用として製造されたものである。ダムの完成後は、ブローカーの手を通じて、1936年（昭和11年）に熊延鉄道へ譲渡され、同社の6となった。その後、1952年1月24日付で廃車となった。

## 弘南鉄道
1927年（昭和2年）に2両（製造番号180, 181）が開業用に製造されたもので、弘南鉄道では1, 2と称した。戦時中に仙台鉄道監理局の通達に従い、C251, C252と改番されたが、旧番を記したプレートを取り外さずに新番号がペンキ書きされ、新旧番号併記の状態であったという。電化後も動力車不足から電気機関車とも併用され、また、黒石延長工事にも使用された。
C251は1951年（昭和26年）6月20日付け、C252は1953年（昭和28年）2月18日付けで廃車され、いずれも解体された。

## 宇都宮石材軌道
1921年6月製（製造番号40）で、製造時から従輪を装備した変形車であった。宇都宮石材軌道では2と称し、1936年6月の東武鉄道への合併後は、A3形（58・初代）となった。1939年（昭和14年）2月には鹿島参宮鉄道に譲渡されて同社の5となり、鉾田線（後の鹿島鉄道線）で使用されたが、1951年（昭和26年）7月に竜ヶ崎線に転じた。同線では1970年頃まで使用され、現在は栃木県下都賀郡壬生町の東武鉄道おもちゃのまち駅前で静態保存されている。

## 主要諸元
鉄道省1225形の諸元を記す（白棚鉄道竣工図）
- 全長 : 7,944mm
- 全高 : 3,454mm
- 全幅 : 2,642mm
- 軌間 : 1,067mm
- 車軸配置 : 0-6-0(C)
- 動輪直径 : 914mm
- 弁装置 : ワルシャート式
- シリンダー（直径×行程） : 330mm×450mm
- ボイラー圧力 : 12.6kg/cm2
- 火格子面積 : 0.88m2
- 全伝熱面積 : 48.6m2
  - 煙管蒸発伝熱面積 : 44.3m2
  - 火室蒸発伝熱面積 : 4.3m2
- 小煙管（直径×長サ×数） : 44.5mm×2,692mm×125本
- 機関車運転整備重量 : 25.40t
- 機関車空車重量 : 19.30t
- 機関車動輪上重量（運転整備時） : 25.40t
- 機関車動輪軸重（各軸均等） : 8.47t
- 水タンク容量 : 4.09m3
- 燃料積載量 : 1.47t
- 機関車性能
  - シリンダ引張力 : 5,790kg
- ブレーキ装置 : 手ブレーキ、蒸気ブレーキ